# Сарпи, Паоло
Па́оло Са́рпи (итал. Paolo Sarpi, как член братства — Фра-Паоло или лат. Paulus Venetus, также Paulus Servita, 14 августа 1552 — 15 января 1623) — венецианский историк и естествоиспытатель-коперниканец, государственный деятель, профессор Падуанского университета.

## Биография и личная позиция
Родился в Венеции в семье торговца. Юношей поступил в орден сервитов (служителей Божьей Матери); был генерал-прокуратором в Риме. Инквизиция обвинила его в сношениях с еретиками и евреями и мешала его дальнейшей деятельности, пока республика Венеция в споре с папой Павлом V не избрала его своим богословом и консулентом. Сарпи вернулся в Венецию и успешно отстаивал её интересы, вследствие чего было произведено несколько покушений на его жизнь.
Сарпи отличал партию римского папы от католической церкви, открыто высказывался против вмешательства духовной власти в светские дела, против непогрешимости пап, против слепой веры и иезуитизма, стараясь расширить права государства по отношению к духовной власти. Деятельность Сарпи вызывала раздражение церкви, однако она мало что могла сделать — Венеция была единственным итальянским государством, где инквизиция была под контролем местных властей.
Его главное произведение, «История Тридентского Собора» (лат. Istoria del Concilio tridentino) в 8 книгах, появилось впервые (1619) под псевдонимом Pietro-Soave-Polano. В том же году эта работа была осуждена Конгрегацией Индекса, внесена в Индекс и запрещена. Большой интерес представляют его письма. Полное собрание сочинений Сарпи появилось в 1677 году в Венеции, затем в Вероне (1761) и Неаполе (1790).

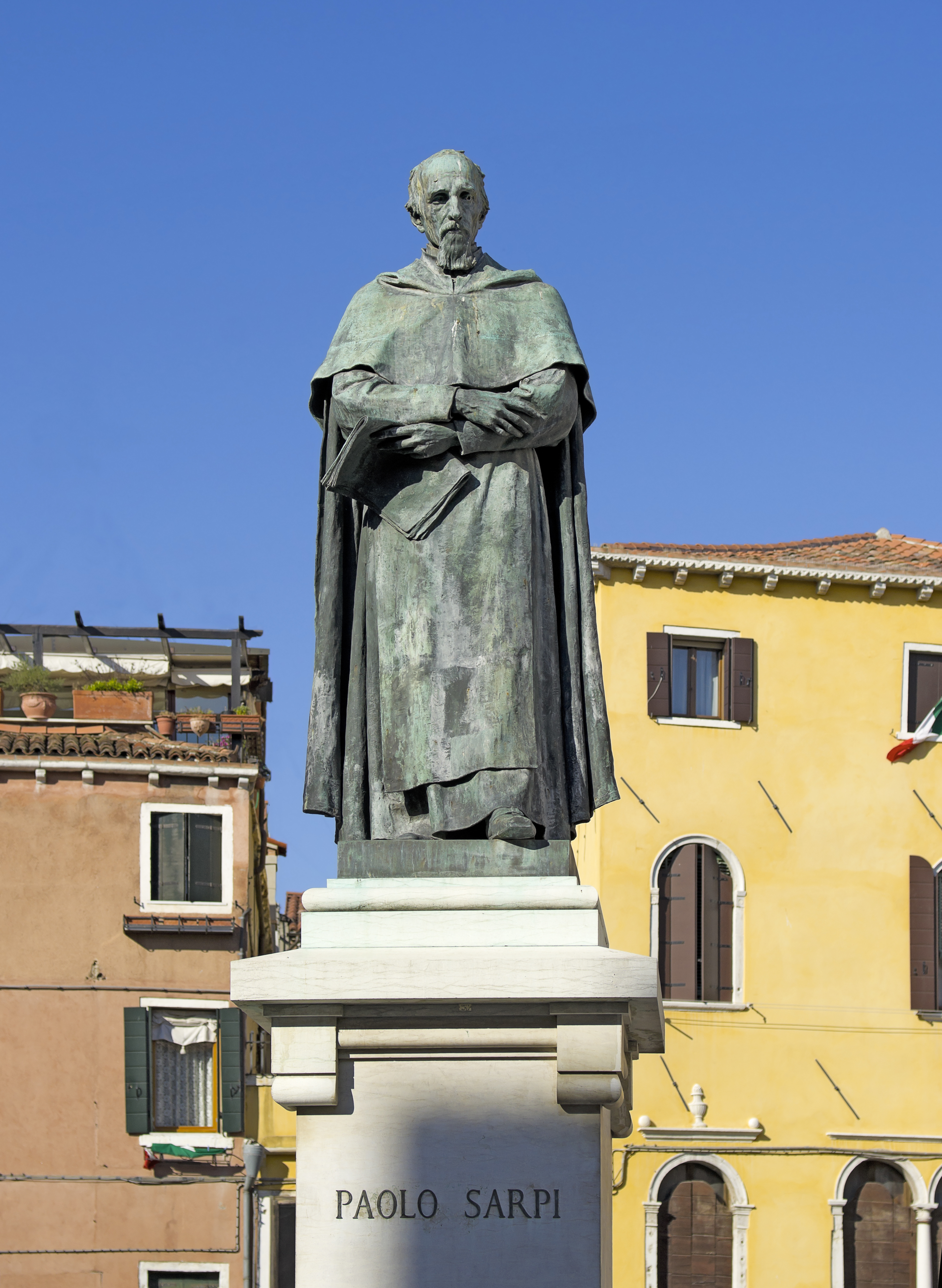
Памятник Паоло Сарпи на площади Санта Фоска, Венеция

Сарпи был также учёным-экспериментатором, сторонником системы Коперника, другом и покровителем Галилео Галилея в период его пребывания в Падуе и увлечённым сторонником последних исследований в области анатомии, астрономии и баллистики. Его обширная сеть корреспондентов включала Фрэнсиса Бэкона и Уильяма Гарвея.
Сарпи выступал против церковных попыток предрешать сугубо научные вопросы. В 1611 году, задолго до суда над Галилеем, он предсказывал:

Я предвижу, что спор вокруг физики и астрономии сведён будет на почву богословия и что, к великому моему
огорчению, Галилей вынужден будет отказаться от своего мнения во избежание обвинения в ереси и отлучения от
церкви. Нет сомнения, что придёт время, когда люди науки, более просвещённые, будут оплакивать несчастную судьбу Галилея и несправедливость, учинённую против великого человека, но он должен будет всё терпеть и не посмеет жаловаться открыто.

Почти в каждом крупном городе Италии есть улицы и площади, названные именем Сарпи.

## Труды
- Trattato dell'interdetto di Paolo V nel quale si dimostra che non è legittimamente pubblicato, 1606.
- Apologia per le opposizioni fatte dal cardinale Bellarmino ai trattati et risolutioni di G. Gersone sopra la validità delle scomuniche, 1606.
- Considerationi sopra le censure della santità del papa Paolo V contra la Serenissima Repubblica di Venezia, 1606.
- Istoria del Concilio Tridentino, 1619.
- Il trattato dell'immunità delle chiese (De iure asylorum), 1622.
- Discorso dell'origine, forma, leggi ed uso dell'Uffizio dell'Inquisizione nella città e dominio di Venezia, 1638.
- Trattato delle materie beneficiarie, 1676.
- Opinione del Padre Paolo Servita, come debba governarsi la Repubblica Veneziana per havere il perpetuo dominio, Venezia, 1681. La storiografia recente attribuisce lo scritto al patriziato veneziano medesimo[3].